# Qualificazioni al campionato europeo maschile di calcio 2024 - Gruppo A
Il gruppo A delle qualificazioni al campionato europeo di calcio 2024 è composto da cinque squadre: Spagna, Scozia, Norvegia, Georgia e Cipro. La composizione dei gruppi di qualificazione è stata sorteggiata il 9 ottobre 2022.

## Classifica
| Squadra  | Pt | G | V | N | P | GF | GS | DR  |
| -------- | -- | - | - | - | - | -- | -- | --- |
| Spagna   | 21 | 8 | 7 | 0 | 1 | 25 | 5  | +20 |
| Scozia   | 17 | 8 | 5 | 2 | 1 | 17 | 8  | +9  |
| Norvegia | 11 | 8 | 3 | 2 | 3 | 14 | 12 | +2  |
| Georgia  | 8  | 8 | 2 | 2 | 4 | 12 | 18 | -6  |
| Cipro    | 0  | 8 | 0 | 0 | 8 | 3  | 28 | -25 |

## Risultati

### Prima giornata
| Arbitro: | Duje Strukan |

|                                 |           |  |
| McGinn 21’ McTominay 87’, 90+3’ | Marcatori |  |

| Arbitro: | Benoît Bastien |

|                          |           |  |
| Olmo 13’ Joselu 84’, 85’ | Marcatori |  |

### Seconda giornata
| Arbitro: | Andris Treimanis |

|                |           |             |
| Mikautadze 60’ | Marcatori | 15’ Sørloth |

| Arbitro: | Sandro Schärer |

|                   |           |  |
| McTominay 7’, 51’ | Marcatori |  |

### Terza giornata
| Arbitro: | Matej Jug |

|                    |           |                      |
| Haaland 61’ (rig.) | Marcatori | 87’ Dykes 89’ McLean |

| Arbitro: | Fábio Veríssimo |

|                   |           |                                 |
| Pittas 39’ (rig.) | Marcatori | 31’ Mikautadze 84’ Davitashvili |

### Quarta giornata
| Arbitro: | Aleksandar Stavrev |

|                                       |           |                |
| Solbakken 12’ Haaland 56’ (rig.), 60’ | Marcatori | 90+3’ Kastanos |

| Arbitro: | István Vad |

|                           |           |  |
| McGregor 6’ McTominay 47’ | Marcatori |  |

### Quinta giornata
| Arbitro: | Daniel Siebert |

|                 |           |                                                                            |
| Chakvetadze 49’ | Marcatori | 22’, 40’, 66’ Morata 27’ (aut.) Kvirkvelia 38’ Olmo 68’ Williams 74’ Yamal |

| Arbitro: | Balázs Berke |

|  |           |                                      |
|  | Marcatori | 6’ McTominay 16’ Porteous 30’ McGinn |

### Sesta giornata
| Arbitro: | Nikola Dabanović |

|                          |           |                  |
| Haaland 25’ Ødegaard 33’ | Marcatori | 90+1’ Zivzivadze |

| Arbitro: | Simone Sozza |

|                                                          |           |  |
| Gavi 18’ Merino 33’ Joselu 70’ Torres 73’, 83’ Baena 77’ | Marcatori |  |

### Settima giornata
| Arbitro: | Donatas Rumšas |

|  |           |                                          |
|  | Marcatori | 33’ Sørloth 65’, 72’ Haaland 81’ Aursnes |

| Arbitro: | Serdar Gözübüyük |

|                       |           |  |
| Morata 73’ Sancet 86’ | Marcatori |  |

### Ottava giornata
| Arbitro: | Robert Jones |

|                                                                          |           |  |
| Kiteishvili 46’ K'varatskhelia 58’ Shengelia 82’ Mikautadze 90+5’ (rig.) | Marcatori |  |

| Arbitro: | Tobias Stieler |

|  |           |          |
|  | Marcatori | 49’ Gavi |

### Nona giornata
| Arbitro: | Aleksandar Stavrev |

|                         |           |                               |
| K'varatskhelia 15’, 57’ | Marcatori | 49’ McTominay 90+2’ Shankland |

| Arbitro: | Mykola Balakin |

|            |           |                                   |
| Pīleas 75’ | Marcatori | 5’ Yamal 22’ Oyarzabal 28’ Joselu |

### Decima giornata
| Arbitro: | Horațiu Feșnic |

|                                                     |           |                                      |
| McGinn 13’ (rig.) Østigård 33’ (aut.) Armstrong 59’ | Marcatori | 3’ Dønnum 20’ Larsen 86’ Elyounoussi |

| Arbitro: | Ovidiu Haţegan |

|                                                 |           |                    |
| Le Normand 4’ Torres 55’ Lochoshvili 72’ (aut.) | Marcatori | 10’ K'varatskhelia |

## Classifica marcatori
7 reti
- Scott McTominay

6 reti
- Erling Haaland (2 rigori)

4 reti
- Khvicha K'varatskhelia

- Joselu

- Álvaro Morata

3 reti
- Georges Mikautadze (1 rigore)

- John McGinn (1 rigore)

- Ferrán Torres

2 reti
- Alexander Sørloth
- Gavi

- Dani Olmo
- Lamine Yamal

1 rete
- Grīgorīs Kastanos
- Kōstas Pīleas
- Iōannīs Pittas (1 rigore)
- Giorgi Chakvetadze
- Zuriko Davitashvili
- Otar Kiteishvili
- Levan Shengelia
- Budu Zivzivadze
- Fredrik Aursnes

- Aron Dønnum
- Mohamed Elyounoussi
- Martin Ødegaard
- Ola Solbakken
- Jørgen Strand Larsen
- Stuart Armstrong
- Lyndon Dykes
- Callum McGregor
- Kenny McLean

- Ryan Porteous
- Lawrence Shankland
- Álex Baena
- Robin Le Normand
- Mikel Merino
- Mikel Oyarzabal
- Oihan Sancet
- Nico Williams

Autoreti
- Solomon Kvirkvelia (1, pro  Spagna)

- Luka Lochoshvili (1, pro  Spagna)

- Leo Skiri Østigård (1, pro  Scozia)